# Chicago Film Critics Association Award/Beste Regie
Preis der Chicago Film Critics Association: Beste Regie

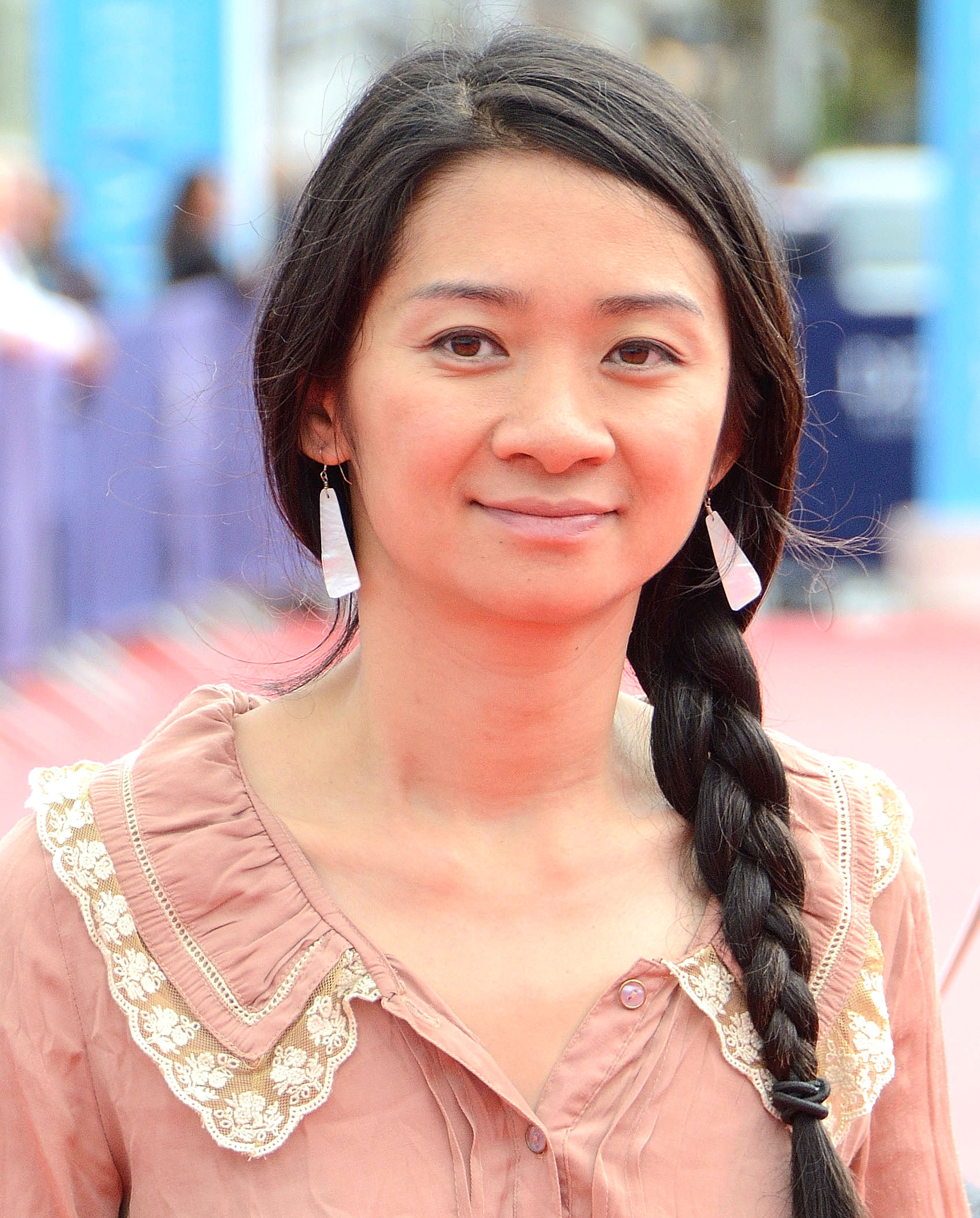
Preisträgerin 2020: Chloé Zhao für Nomadland

Gewinner des Chicago Film Critics Association Awards in der Kategorie Beste Regie (Best Director). Die US-amerikanische Filmkritikervereinigung gibt alljährlich Mitte Dezember ihre Auszeichnungen für die besten Filmproduktionen und Filmschaffenden des laufenden Kalenderjahres bekannt. Diese werden wie bei der Oscar- oder Golden-Globe-Verleihung aus fünf Nominierten ausgewählt.
Am erfolgreichsten in dieser Kategorie waren die Regisseure Kathryn Bigelow, Joel Coen, Spike Lee, Christopher Nolan und Martin Scorsese, die den Preis je zweimal gewinnen konnten. Sechszehnmal gelang es der Filmkritikervereinigung vorab den Oscar-Gewinner zu präsentieren, zuletzt 2023 geschehen, mit der Preisvergabe an Christopher Nolan für Oppenheimer.
| Jahr | Preisträger/-in                | Filmtitel                                     | Deutscher Titel                              |
| ---- | ------------------------------ | --------------------------------------------- | -------------------------------------------- |
| 1988 | Robert Zemeckis                | Who Framed Roger Rabbit                       | Falsches Spiel mit Roger Rabbit              |
| 1989 | Spike Lee                      | Do the Right Thing                            | Do the Right Thing                           |
| 1990 | Martin Scorsese                | Goodfellas                                    | GoodFellas – Drei Jahrzehnte in der Mafia    |
| 1991 | Jonathan Demme*                | The Silence of the Lambs                      | Das Schweigen der Lämmer                     |
| 1992 | Spike Lee                      | Malcolm X                                     | Malcolm X                                    |
| 1993 | Steven Spielberg*              | Schindler’s List                              | Schindlers Liste                             |
| 1994 | Quentin Tarantino              | Pulp Fiction                                  | Pulp Fiction                                 |
| 1995 | Oliver Stone                   | Nixon                                         | Nixon                                        |
| 1996 | Joel Coen                      | Fargo                                         | Fargo                                        |
| 1997 | Curtis Hanson                  | L.A. Confidential                             | L.A. Confidential                            |
| 1998 | Terrence Malick                | The Thin Red Line                             | Der schmale Grat                             |
| 1999 | Sam Mendes*                    | American Beauty                               | American Beauty                              |
| 2000 | Steven Soderbergh*             | Traffic                                       | Traffic – Macht des Kartells                 |
| 2001 | David Lynch                    | Mulholland Drive                              | Mulholland Drive – Straße der Finsternis     |
| 2002 | Todd Haynes                    | Far from Heaven                               | Dem Himmel so fern                           |
| 2003 | Peter Jackson*                 | The Lord of the Rings: The Return of the King | Der Herr der Ringe – Die Rückkehr des Königs |
| 2004 | Clint Eastwood*                | Million Dollar Baby                           | Million Dollar Baby                          |
| 2005 | David Cronenberg               | A History of Violence                         | A History of Violence                        |
| 2006 | Martin Scorsese*               | The Departed                                  | Departed – Unter Feinden                     |
| 2007 | Joel Coen* Ethan Coen*         | No Country for Old Men                        | No Country for Old Men                       |
| 2008 | Danny Boyle*                   | Slumdog Millionaire                           | Slumdog Millionär                            |
| 2009 | Kathryn Bigelow*               | The Hurt Locker                               | Tödliches Kommando – The Hurt Locker         |
| 2010 | David Fincher                  | The Social Network                            | The Social Network                           |
| 2011 | Terrence Malick                | The Tree of Life                              | The Tree of Life                             |
| 2012 | Kathryn Bigelow                | Zero Dark Thirty                              | Zero Dark Thirty                             |
| 2013 | Steve McQueen                  | 12 Years a Slave                              | 12 Years a Slave                             |
| 2014 | Richard Linklater              | Boyhood                                       | Boyhood                                      |
| 2015 | George Miller                  | Mad Max: Fury Road                            | Mad Max: Fury Road                           |
| 2016 | Barry Jenkins                  | Moonlight                                     | Moonlight                                    |
| 2017 | Christopher Nolan              | Dunkirk                                       | Dunkirk                                      |
| 2018 | Alfonso Cuarón*                | Roma                                          | Roma                                         |
| 2019 | Bong Joon-ho*                  | 기생충 (Gisaengchung)                         | Parasite                                     |
| 2020 | Chloé Zhao*                    | Nomadland                                     | Nomadland                                    |
| 2021 | Jane Campion*                  | The Power of the Dog                          | The Power of the Dog                         |
| 2022 | Daniel Kwan* Daniel Scheinert* | Everything Everywhere All at Once             | Everything Everywhere All at Once            |
| 2023 | Christopher Nolan*             | Oppenheimer                                   | Oppenheimer                                  |
| 2024 | RaMell Ross                    | Nickel Boys                                   | Nickel Boys                                  |

* = Regisseure, die für ihren Film später den Oscar für die Beste Regie des Jahres gewannen.